# Robert Altman
Robert Bernard Altman (20. února 1925, Kansas City, Missouri, USA – 20. listopadu 2006, Los Angeles, Kalifornie, USA) byl americký režisér, scenárista a producent. Jako režisér byl celkem pětkrát nominovaný na Oscara, v roce 2006 získal cenu Americké akademie filmových umění a věd Oscar za celoživotní dílo, držitel ceny Zlatý glóbus za film Gosford Park i ceny Emmy.

## Život
Po mnoho let pracoval jako televizní režisér. V americkém filmu se prosadil teprve válečnou tragikomedií z doby korejské války MASH z roku 1970 (která později inspirovala i vznik stejnojmenného televizního seriálu, ale už bez jeho účasti). V roce 1975 natočil úspěšný snímek Nashville.
Od roku 2006 je držitelem Oscara za celoživotní dílo.
Robert Altman byl třikrát ženatý. první manželkou byla LaVonne Elmerová (1946–49), se kterou měl jedno dítě, dceru Christine (* 1947). Podruhé se oženil s Lotus Corelliovou (1954–57), s ní měl dva syny, Mika (* 1955) a Stephena (* 1957). V roce 1959 se oženil s Kathryn Reedovou, se kterou žil až do své smrti. Ze svazku měl také dvě děti, syna Roberta Reeda (* 1960) a adoptovaného syna Matthewa R. (* 1966).
Příčinou smrti byla leukémie.

## Režijní filmografie, výběr
- 1970 – Brewster McCloud
- 1970 – MASH – nominace (nejlepší režie)
- 1971 – McCabe a paní Millerová
- 1972 – Images
- 1973 – Dlouhé loučení
- 1975 – Nashville – nominace (nejlepší režie, nejlepší film)
- 1977 – Tři ženy
- 1978 – Svatba
- 1990 – Vincent & Theo
- 1992 – Hráč – nominace (nejlepší režie)
- 1993 – Prostřihy – nominace (nejlepší režie)
- 1994 – Prêt-à-Porter
- 2001 – Gosford Park – nominace (nejlepší režie, nejlepší film)
- 2006 – Zítra nehrajeme!